# Strada maestra M-25 (Kosovo)
La strada maestra M-25 (in albanese Rruga Magjistrale M-25) è una strada maestra del Kosovo.

## Percorso
La M-25 ha inizio al confine albanese presso Vërmica. Tocca Prizren, Suhareka, Shtime, Lipjan, Pristina e Podujevë, e termina al confine serbo presso Merdar.
Il percorso della M-25 corrisponde al tratto della strada jugoslava M-25 rimasto in territorio kosovaro.
Il governo della Serbia, che non riconosce l'indipendenza del Kosovo, classifica la strada come strada statale 35.
Parallelamente alla M-25 corre l'autostrada R7.